# Chasmosaurinae
A Chasmosaurinae a ceratopsida dinoszauruszok egyik alcsaládja. Jól ismert tagja a Triceratops. Kora egyik legsikeresebb növényevő csoportja volt. A chasmosaurinák a kora campaniai alkorszakban jelentek meg, és a kréta–tercier kihalási esemény során tűntek el a többi madarak közé nem tartozó dinoszaurusszal együtt. A chasmosaurinák talán legfontosabb egyedi tulajdonságai a feltűnő szemöldökszarvak és a hosszú, hegyes tüskék nélküli csontgallér; a centrosaurinák általában rövidebb szemöldökszarvakkal és aránylag rövidebb csontgallérral rendelkeztek, melyekből gyakran hosszú tüskék álltak ki. A chasmosaurinák jelenleg elsősorban Nyugat-Kanadából és az Egyesült Államok nyugati, valamint Mexikó északi részéről ismertek.

## Nemek
- Ceratopsidae család
  - Chasmosaurinae alcsalád
    - Agujaceratops - (Texas, USA)

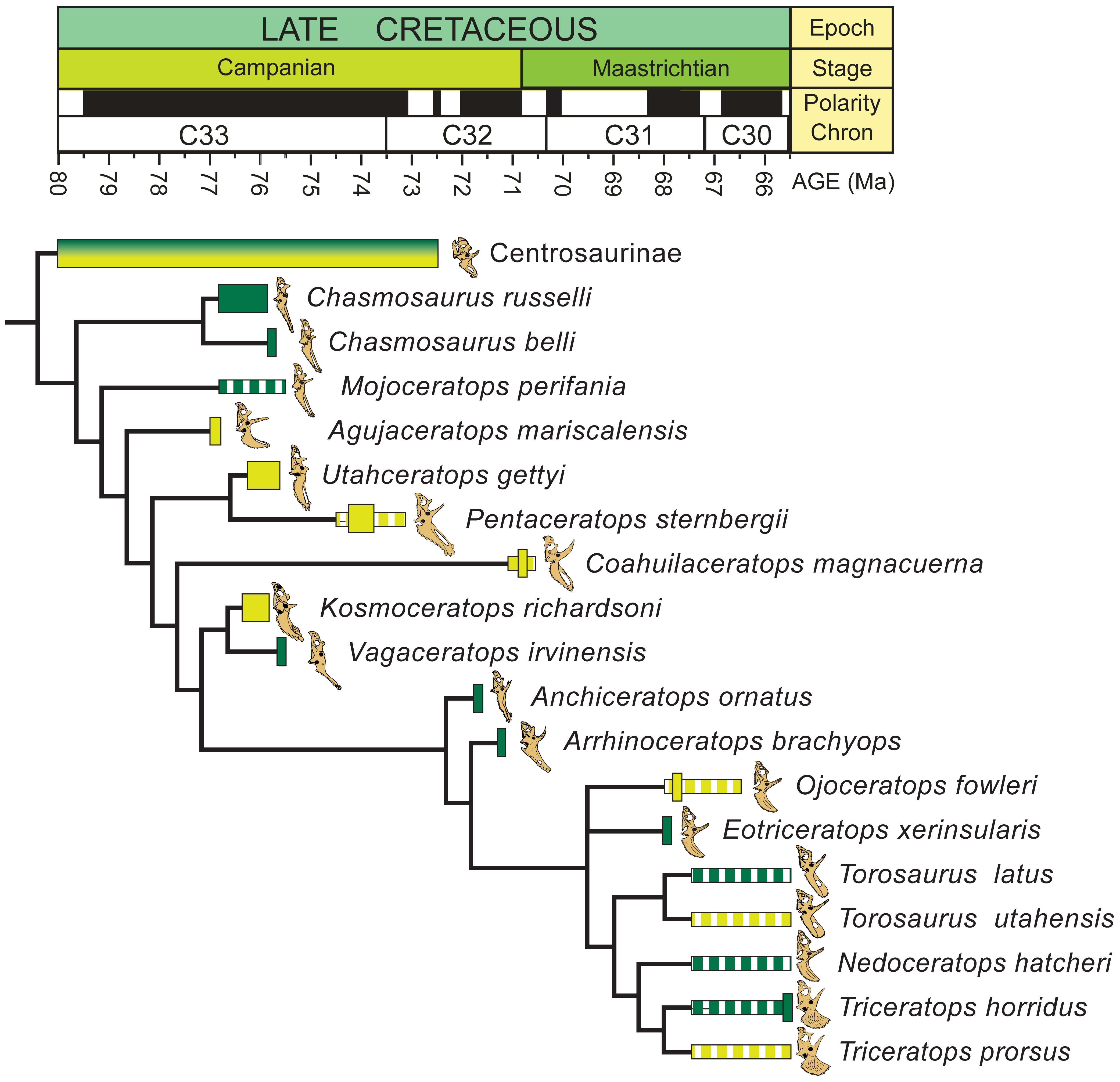
Filogenetikus kapcsolatok a Chasmosaurinae csoporton belül, Scott D. Sampson és szerzőtársai munkája alapján

    - Anchiceratops  - (Alberta, Kanada)
    - Arrhinoceratops  - (Alberta, Kanada)
    - Chasmosaurus - (Alberta, Kanada)
    - Coahuilaceratops - (Coahuila, Mexikó)
    -  ? Dysganus - (Montana, USA)
    - Kosmoceratops - (Utah, USA)
    - Medusaceratops - (Montana, USA)
    - Mojoceratops - (Alberta és Saskatchewan, Kanada)
    - Pentaceratops - (Új-Mexikó, USA)[2]
    -  ? Turanoceratops - (Üzbegisztán)
    - Utahceratops - (Utah, USA)
    - Vagaceratops - (Alberta, Kanada)
    - Triceratopsini törzs
      - Agathaumas - (Wyoming, USA)
      - Eotriceratops - (Alberta, Kanada)
      - Ojoceratops - (Új-Mexikó, USA)[3]
      - Polyonax - (Colorado, USA)
      - Tatankaceratops - (Dél-Dakota, USA)
      - Titanoceratops - (Új-Mexikó, USA)
      - Torosaurus - (Wyoming, Montana, Dél-Dakota, Észak-Dakota és Utah, USA, valamint Saskatchewan, Kanada)
      - Triceratops - (Montana és Wyoming, USA, továbbá  Saskatchewan és Alberta, Kanada)

## Fordítás
Ez a szócikk részben vagy egészben a Chasmosaurinae című angol Wikipédia-szócikk ezen változatának fordításán alapul.  Az eredeti cikk szerkesztőit annak laptörténete sorolja fel. Ez a jelzés csupán a megfogalmazás eredetét és a szerzői jogokat jelzi, nem szolgál a cikkben szereplő információk forrásmegjelöléseként.